# Leszek Kubicki
Leszek Mariusz Kubicki (ur. 19 maja 1930 w Pruszkowie) – polski prawnik i nauczyciel akademicki, profesor nauk prawnych, sędzia Sądu Najwyższego w stanie spoczynku, w latach 1981–2012 redaktor naczelny miesięcznika „Państwo i Prawo”, minister sprawiedliwości i prokurator generalny w latach 1996–1997.

## Życiorys
W latach 1943–1945 był harcerzem (ps. „Frejend”) należącym do Szarych Szeregów. Absolwent VI Liceum Ogólnokształcącego im. Tadeusza Reytana w Warszawie (1948). W 1952 ukończył studia na Wydziale Prawa i Administracji Uniwersytetu Warszawskiego, był uczniem Jerzego Sawickiego. W 1960 uzyskał stopień doktora nauk prawnych, habilitował się w 1975 w Instytucie Nauk Prawnych Polskiej Akademii Nauk. W 2000 otrzymał tytuł profesora nauk prawnych. Specjalizuje się w zakresie prawa karnego i prawa medycznego.
W latach 1950–1952 był pracownikiem departamentu legislacyjnego Ministerstwa Sprawiedliwości. W latach 50. pełnił funkcję sekretarza zarządu Zrzeszenia Prawników Polskich. Przyczynił się do powstania wydawanego od 1956 czasopisma „Prawo i Życie”, do 1957 pracował w jego redakcji. Od 1953 do 1954 zatrudniony w redakcji „Nowego Prawa”. W latach 1956–1990 był członkiem Polskiej Zjednoczonej Partii Robotniczej.
Od 1951 do 1968 pracował w Katedrze Prawa Karnego Materialnego na Wydziale Prawa i Administracji Uniwersytetu Warszawskiego. W 1965 został zatrudniony w Instytucie Nauk Prawnych Polskiej Akademii Nauk. W latach 1976–1981 był zastępcą dyrektora tego instytutu. W latach 1981–1983 pełnił funkcję zastępcy sekretarza Wydziału I Nauk Społecznych PAN. Autor wydanej w 1963 publikacji pt. Zbrodnie wojenne w świetle prawa polskiego.
W latach 90. dwukrotnie był członkiem Krajowej Rady Sądownictwa jako przedstawiciel prezydenta Wojciecha Jaruzelskiego (1990) i z urzędu jako minister sprawiedliwości (1996–1997). W latach 1999–2004 był członkiem Komitetu Nauk Prawnych Polskiej Akademii Nauk, podczas kadencji 2011–2014 był członkiem Komitetu Bioetyki PAN. Był również przewodniczącym Rady Naukowej Instytutu Nauk Prawnych, wiceprezesem Komitetu Nauk Prawnych oraz członkiem Komitetu Badań Naukowych PAN.
Od 1989 do 1991 zasiadał w Trybunale Stanu. W latach 1990–1999 orzekał jako sędzia Sądu Najwyższego. Wchodził w skład zespołu prawa materialnego, który w latach 90. opracował projekt nowego kodeksu karnego. Od lutego 1996 do października 1997 sprawował urząd ministra sprawiedliwości i prokuratora generalnego w rządzie Włodzimierza Cimoszewicza. W trakcie pełnienia tej funkcji był zaangażowany w działania, które doprowadziły do umorzenia postępowania karnego wobec pułkownika Ryszarda Kuklińskiego. W 1996 w porozumieniu z ministrem spraw wewnętrznych Zbigniewem Siemiątkowskim zatwierdził do opublikowania tzw. białą księgę dotyczącą afery Olina. W okresie jego urzędowania zorganizowano Prokuraturę Krajową, uchwalono również przepisy dotyczące Krajowego Rejestru Sądowego oraz wprowadzające instytucję referendarza sądowego.
W 1998 zasiadł w Międzynarodowej Akademii Prawa Porównawczego, w 1999 w zarządzie Międzynarodowego Stowarzyszeniach Prawa Karnego. Obejmował również szereg funkcji w organach doradczych. W 1980 zasiadał w komisji etycznej przy zarządzie głównym Polskiego Towarzystwa Psychiatrycznego. W 1989 był doradcą w Komitecie Badań Naukowych, a w 1997 w Krajowej Radzie Transplantacyjnej. Był członkiem Rady Legislacyjnej działającej przy prezesie Rady Ministrów, Komisji ds. Reformy Prawa Karnego przy ministrze sprawiedliwości, rady naukowej przy ministrze zdrowia i opieki społecznej oraz od 2004 Rady ds. Uchodźców przy prezesie Rady Ministrów. Został też stałym konsultantem Sejmu w zakresie kodyfikacji prawa karnego oraz członkiem zespołu eksperckiego ds. reformy szkolnictwa wyższego przy ministrze nauki i szkolnictwa wyższego Barbarze Kudryckiej.
W latach 1981–2012 był redaktorem naczelnym wydawanego przez Komitet Nauk Prawnych PAN periodyku „Państwo i Prawo”. W latach 2001–2018 był pracownikiem naukowym Wyższej Szkoły Przedsiębiorczości i Zarządzania im. Leona Koźmińskiego w Warszawie (przekształconej później w ALK), w której objął stanowisko kierownika Katedry Prawa Karnego. W 2018 wszedł w skład komitetu honorowego Społecznego Komitetu Lewicy 100-lecia Odzyskania Niepodległości. Był też prezesem Fundacji im. Profesora Manfreda Lachsa.
W 2003 ukazała się publikacja zatytułowana Prawo, społeczeństwo, jednostka. Księga jubileuszowa dedykowana Profesorowi Leszkowi Kubickiemu.

## Odznaczenia i wyróżnienia
Odznaczony Krzyżem Komandorskim z Gwiazdą Orderu Odrodzenia Polski (2001). Był sekretarzem Kapituły Orderu Odrodzenia Polski. W 2011 uhonorowany tytułem doktora honoris causa Uniwersytetu Wrocławskiego, a w 2013 wyróżniony Medalem PAN im. Mikołaja Kopernika.

## Życie prywatne
Syn Mieczysława Kubickiego, członka POS „Jerzyki”, nauczyciela i urzędnika. W latach 1951–2017 był żonaty z profesor Krystyną Kubicką, z którą ma córkę. Jego stryjem był Marian Kubicki (1908–1972).